# Muritiba
Muritiba is een gemeente in de Braziliaanse deelstaat Bahia. De gemeente telt 27.755 inwoners (schatting 2009).